# Dalianliz Rosado
Dalianliz Rosado Otero (Ponce, 17 novembre 1995) è una pallavolista portoricana, libero delle Atenienses de Manatí.

## Biografia
Proviene da una famiglia fortemente legata alla pallavolo: suo padre è l'allenatore Javier Rosado ed è la sorella maggiore delle pallavoliste Yavianliz e Yaidaliz Rosado.

## Carriera

### Club
La carriera di Dalianliz Rosado inizia nei tornei scolastici portoricani, giocando per il Colegio Carmen Sol; durante questo periodo fa la sua prima esperienza da professionista, disputando la Liga de Voleibol Superior Femenino 2012 con le Vaqueras de Bayamón. In seguito si trasferisce per motivi accademici negli Stati Uniti d'America, dove partecipa alla NCAA Division I con la Minnesota dal 2014 al 2017, raggiungendo due volte le Final 4; terminata la sua eleggibilità sportiva nella pallavolo, sempre per motivi di studio, trascorre un anno nel programma di beach volley della New Mexico.
Fa ritorno in patria per disputare la Liga de Voleibol Superior Femenino 2020 con le Indias de Mayagüez, mentre in seguito è nuovamente negli Stati Uniti, dove prende parte alla prima edizione dell'Athletes Unlimited. Successivamente partecipa alla Liga de Voleibol Superior Femenino 2021 con le Criollas de Caguas, con cui si aggiudica lo scudetto. Dopo un'annata di inattività, torna in campo per la Liga de Voleibol Superior Femenino 2023 con le Cangrejeras de Santurce. Si accasa poi, nel corso della Liga de Voleibol Superior Femenino 2024, nuovamente con le Criollas de Caguas, mentre nell'edizione successiva del torneo indossa la casacca delle Atenienses de Manatí.

### Nazionale
Fa parte della nazionale Under-18 portoricana che conquista il campionato nordamericano 2010 e partecipa alla Coppa panamericana 2011, mentre con l'Under-20 partecipa alla Coppa panamericana 2013.
Nel 2016 fa il suo esordio in nazionale maggiore in occasione delle qualificazioni nordamerica ai Giochi della XXXI Olimpiade. Due anni dopo conquista la medaglia di bronzo alla Volleyball Challenger Cup 2018.

## Palmarès

### Club
- Campionato portoricano: 1

2021

### Nazionale (competizioni minori)
- Campionato nordamericano Under-18 2010
- Volleyball Challenger Cup 2018